# おんな牛若 運命橋
「おんな牛若 運命橋」（おんなうしわか さだめばし）は、2017年12月6日に発売された中西りえの7枚目のシングル。

## 批評
CDジャーナルは、「京を舞台にした燃えるような恋を、一篇の物語を思わせる世界観で歌いあげた一曲。聴く者を歌の世界に引き込んでいくドラマティックな歌声は圧巻。」と批評した。

## 収録曲
- 両楽曲共に、作曲：樋口義高、編曲：川村栄二

1. おんな牛若 運命橋（5分2秒）
作詞：北爪葵
2. ニッポン女子のお出ましよ（4分20秒）
作詞：博多口
3. おんな牛若 運命橋（オリジナル・カラオケ）
4. ニッポン女子のお出ましよ（オリジナル・カラオケ）
5. おんな牛若 運命橋（一般用カラオケ・半音下げ）
6. ニッポン女子のお出ましよ（一般用カラオケ・1音下げ）